# Mediclinic International
Mediclinic International PLC (früher Medi-Clinic Corporation Ltd., im Sprachgebrauch nur Mediclinic) ist ein international tätiger Betreiber von Privatkrankenhäusern und Teil der Remgro-Holding, die von der Familie des Unternehmers Johann Rupert kontrolliert wird.
Im Oktober 2007 hat die Gruppe die deutlich größere Schweizer Privatklinikgruppe Hirslanden übernommen.
2015 erwarb Mediclinic vom Investmentunternehmen Cinven einen Anteil von 29,9 % an der zweitgrößten britischen Privatklinikengruppe Spire Healthcare und wurde damit deren größte Aktionärin. 2016 übernahm Mediclinic durch eine Fusion in Form eines Reverse takeover die im Emirat Abu Dhabi domizilierte, an der London Stock Exchange gelistete Al Noor Hospitals Group, wodurch die Aktie der neu als Mediclinic International PLC firmierenden Gesamtgruppe nun in Erstnotiz an der Londoner Börse gehandelt wird. Der Hauptsitz der Gruppe wechselte vom südafrikanischen Stellenbosch nach London. Bis dahin war das Unternehmen primär an der JSE börsennotiert sowie seit 1. Dezember 2014 an der Börse Namibia.

## Einrichtungen
Weltweit gehören (Stand November 2018) 76 Krankenhäuser und 29 Kliniken zu dem Unternehmen. Mediclinic betreibt, als Mediclinic Southern Africa, Krankenhäuser vor allem in Südafrika und Namibia (zusammen 55 Einrichtungen mit mehr als 8200 Betten), jedoch auch in der Schweiz (22 Einrichtungen mit 1900 Betten) und den Vereinigten Arabischen Emiraten (Mediclinic Middle East; 29 Einrichtungen mit 900 Betten).

## Galerie

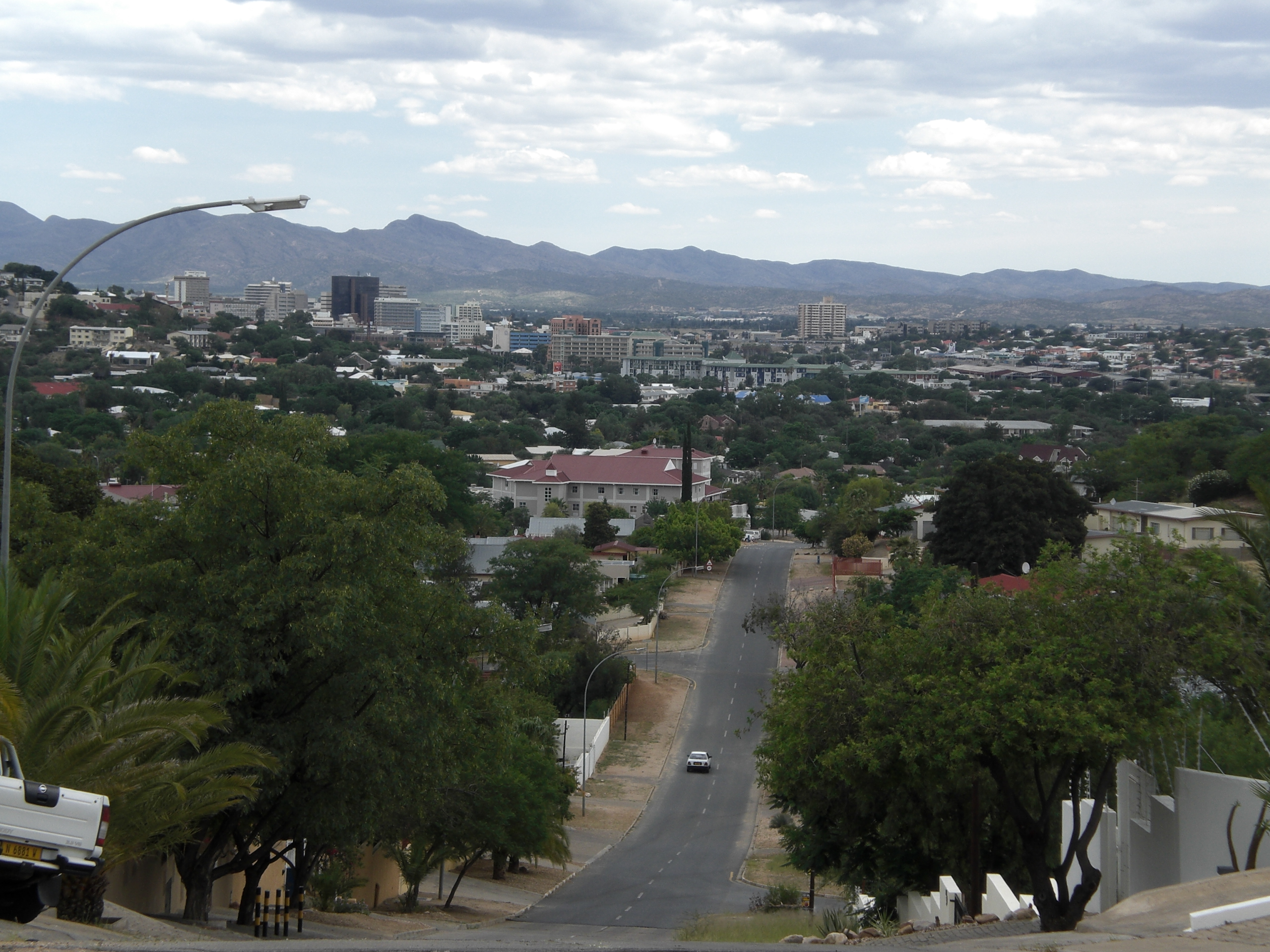
Mediclinic in Windhoek-Eros Park, Namibia (Gebäude mit rotem Dach in der Bildmitte)
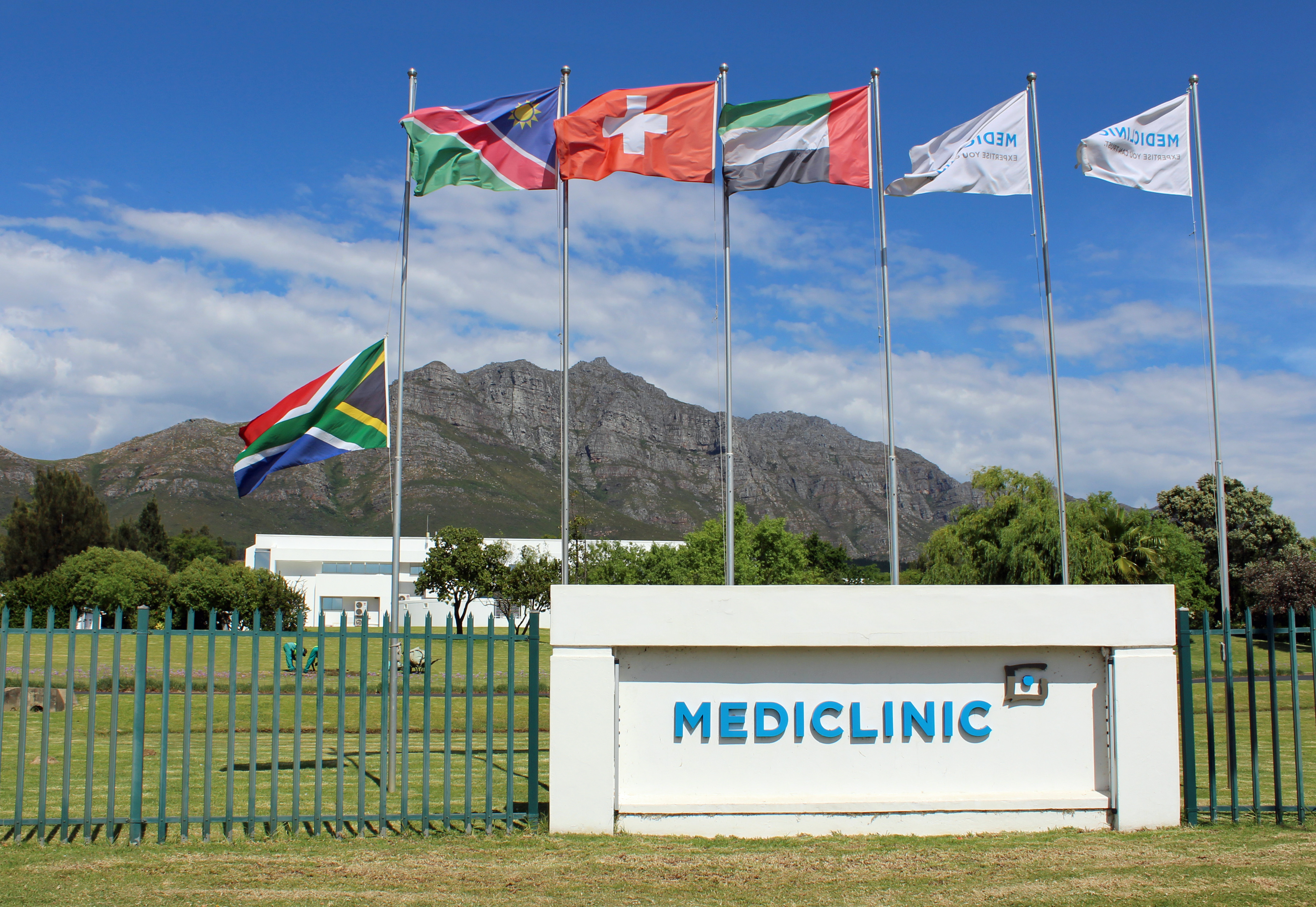
Hauptsitz der Mediclinic im südafrikanischen Stellenbosch
Logo der Gruppe bis Mitte 2011